# Cyrtandra oxybapha
Cyrtandra oxybapha är en tvåhjärtbladig växtart som beskrevs av Warren Lambert Wagner och Herbst. Cyrtandra oxybapha ingår i släktet Cyrtandra och familjen Gesneriaceae. Inga underarter finns listade i Catalogue of Life.